# Delaunay-Belleville (carro blindado)
O Delaunay-Belleville foi um carro blindado construído sobre o chassis do veículo de turismo de luxo Delaunay-Belleville da França, ele foi visto em serviço com o Royal Naval Air Service no início dos anos da Primeira Guerra Mundial.

## Design
O Delaunay-Belleville foi um carro blindado com torreta montado sobre o chassis do carro de luxo francês criado por Pierre et Robert Delaunay Belleville.
O layout do veículo blindado Delaunay era similar ao carro blindado Rolls-Royce embora maior, com um motor (provável seis cilindros de 40 cavalos-vapor (29,4 quilowatts)) na frente, compartimento da tripulação no meio e caçamba de carga na traseira. Tinha uma torreta circular plana coberta com uma metralhadora Vickers .303 de 7,7 mm (0,303 in), enquanto que a porta de acesso para a tripulação era do lado esquerdo do veículo.
O Delaunay-Belleville estava entre os primeiros veículos blindados a terem proteção aérea para os tripulantes.
|  |